# Jewelpet
Jewelpet (ジュエルペット, Juerupetto, lit. "Joias de Animais de Estimação") é uma série de anime do género garota mágica, baseada na franquia de média homónima criada pela Sanrio e Sega Sammy Holdings. A série foi escrita por Atsushi Maekawa, dirigida por Nanako Sasaki, com o guião adaptado por Takashi Yamada, produzida por Kazuya Watanabe, o mesmo produtor de Onegai My Melody, e os desenhos dos personagens foram feitos por Tomoko Miyakawa. A série foi animada pelo estúdio de animação Studio Comet e foi transmitida no Japão entre 5 de abril de 2009 até 28 de março de 2010 nos canais TV Osaka e TV Tokyo, substituindo Onegai My Melody Kirara★ na programação.
Jewelpet é marcada como a segunda obra do Studio Comet, que foi baseada em uma franquia da Sanrio, tendo um enredo único, com personagens e elementos que giram em torno de magia, bruxas e alquimia. O anime teve sete temporadas, um filme, três mangás oficiais do género shōjo e uma light novel oficial. Cada série foi separada em várias temporadas, com diferentes histórias e personagens.
Em Portugal a série é transmitida pelo Canal Panda, a primeira temporada intitulada Jewel Pets estreou no dia 1 de janeiro de 2011, a segunda temporada intitulada Jewel Pets Twinkle foi transmitida no canal a 1 de janeiro de 2012. A terceira temporada sob o título de Jewel Pets Sunshine foi exibida em 1 de janeiro de 2013 A quarta temporada com o título de Jewel Pets Sparkling Deco começou a ser emitida a 2 de janeiro de 2014 A quinta temporada Jewel Pets Happiness estreou no dia 1 de julho de 2015 A sexta temporada Lady Jewel Pets estreou no dia 1 de julho de 2016. LUK Internacional atualmente licencia e distribui as temporadas de Jewelpet para Portugal.

## Enredo
O anime consiste em sete arcos de histórias; sendo cinco histórias principais e duas secundárias. Os cinco principais inclui o arco Rinko (Jewelpet), o arco Akari (Jewelpet Twinkle☆), o arco Kanon (Jewelpet Sunshine), o arco Pink (Jewelpet Kira☆Deco!) e o arco Chiari (Jewelpet Happiness). Os dois arcos secundários incluem o arco Gumimin (Sweets Dance Princess) e o arco Lolip (Jewelpet: Jewel Festival wa Ōsawagi!?). Todos os arcos de histórias são focados em dois personagens humanos, tal como a principal mascote de Jewelpet chamada Ruby. As histórias de todos os arcos são completamente diferentes, mas às vezes fazem certas referências em cada temporada.

### História dos arcos principais
Arco Rinko (Jewelpet)
O primeiro arco da série, chamado de Arco Rinko é focado na heroína principal Rinko Kougyoku, onde a série é ambientada na fictícia cidade de Takaragaseki, um cenário modelado após as duas cidades famosas no Japão, Tóquio e Osaka.
Arco Akari (Jewelpet Twinkle☆)
O segundo arco da série é focado na heroína principal chamada Akari Sakura. A série se passa principalmente tanto na Jewel Land e no mundo humano, mas especificamente na cidade natal de Akari em Hayama, Kanagawa, onde a equipa de produção viajou até a cidade em busca de inspiração para o local do anime.
Arco Kanon (Jewelpet Sunshine)
O terceiro arco da série é focado nas heroínas principais Kanon Mizushirou e Ruby. A história é sobre as aventuras e os testes hilariantes da Classe 3 Secção Ameixa Académica de Jewel Land, onde os alunos descobrem mais sobre si e sobre outros estudantes, enquanto tentam parar a malvada Dark Jewel Magic. A série é ambientada em Jewel Land.
Arco Pink (Jewelpet Kira☆Deco!)
O quarto arco de história da série é focado na heroína principal Pink Oomiya. A série é uma mudança completa das três séries anteriores, envolvendo um Super Sentai de uma equipa chamada "Kiradeko 5". Pink e seus parceiros Jewelpets, vão em busca das lendárias pedras Deco para salvar o mundo humano da escuridão eterna.
Arco Chiari (Jewelpet Happiness)
O quinto arco de história da série é focado na heroína principal Chiari Tsukikage. Nesta temporada os elementos são adaptados do liceu e da gestão do café, fazendo referência a terceira temporada do anime, Jewelpet Sunshine. A história é focada em Ruby e suas amigas da gestão do Café Jewelpet, enquanto elas frequentam a Academia Jewel e coletam as magias Jewels para a caixa mágica Jewel.
Arco Momona (Lady Jewelpet)
O sexto arco de história é focado em Momona, uma estudante do liceu, que foi transferida para o Palácio Jewel para tornar-se uma Petit Lady. Nesta temporada são adaptados os elementos de anime clássicos do género shōjo, com base em temas sérios, como abandono, vingança, confiança e amizade. Além disso, é a primeira série da franquia, em que as Jewelpets secundárias desempenham um papel muito menor, ao contrário das Jewelpets principais.
Arco Airi (Jewelpet Magical Change)
O sétimo arco de história é focado em Airi Kirara, uma estudante de 14 anos que vive no Castelo Jewel que caiu do céu. Nesta temporada adapta-se o conceito do ser humano e o antropomorfismo moe às Jewelpets, que desempenham um ponto essencial para o enredo do anime.

### Histórias secundárias dos arcos
Arco Gumimin (Sweets Dance Princess)
O primeiro arco secundário do anime, foca no Sweetspet Gumimin e a princesa Mana do Reino de Sweetsland. Considerado um arco separado da quarta temporada, que não tem envolvimento com os personagens principais do anime, o filme é uma história completamente diferente, que se concentra totalmente nos Jewelpets e nos próprios Sweetspets.
Arco Lolip (Jewel Festival wa Ōsawagi!?)
O arco secundário do anime, que foca no Jewelpet Lolip. Tal como o arco Mana, este arco também não é oficialmente ligado ao anime, o primeiro arco foi lançado em forma de romance. O arco conta a história das experiências e ligações de Lolip com Ruby e seus amigos, durante o festival Jewel na Jewel Land.

### Ambientação
Toda a franquia do anime está principalmente situada em dois mundos: Jewel Land e a Terra, onde ambos os mundos coexistem juntos em segredo. Jewel Land é descrita como um mundo onde todos os magos e os Jewelpets vivem, com os animais de estimação frequentando a Academia de Magia e estudando sobre mágicas e alquimia, na esperança de se formar e tornar-se um mago completo. Cada local em Jewel Land se difere a cada série, criando universos canónicos diferentes.
A Terra também é o cenário principal da série onde os seres humanos vivem. Mas apenas alguns seres humanos sabem sobre a existência da Jewel Land ao longo de cada temporada, quando descobrem os Jewelpets. Às vezes, a Terra não é mencionada na série, mas oficialmente é mostrada em alguns episódios.

### Temporadas
Jewelpet
No mundo mágico de Jewel Land, três magos transformaram as Jewelpets em encantos de joia para que elas possam descansar tranquilamente na Floresta do Sonho durante a limpeza da cidade, com a exceção de Ruby, uma coelha branca que gosta de brincar por todo o lado. Mas durante a entrega dos encantos feita pelo pelicano, um vento forte os sopram, fazendo com que os encantos da joia sejam espalhados por toda a cidade de Takaragaseki na Terra. Ruby, agora está sendo punida, e é enviada para a Terra para recuperar seus amigos. Na Terra, uma estudante chamada Rinko que junto com sua amiga Minami vê um grupo de estrelas cadentes, sem saber que os animais de estimação foram espalhados na cidade em que vivem. Depois que Rinko estava em sua varanda observando o céu à noite, vê uma estrela cadente rosa que cai no seu copo de água e assim torna-se um encanto de joia vermelho. No dia seguinte, ela e sua amiga vão para a joalharia para examinar a joia, mas, em seguida, acaba acontecendo um assalto a joelharia.
Elas foram salvas por um garoto chamado Keigo Tatewaki que viu a joia vermelha que Rinko tem. Ele, então, explica para elas que ele estava trabalhando para uma organização especial que está ligada aos grandes magos de Jewel Land e fala sobre os Jewelpets e também que todas elas estavam espalhadas por toda a cidade. Rinko aceita a oferta em reunir todas as Jewelpets, para que elas possam regressar à Jewel Land e desperta a Ruby usando o livro de bolso Jewel. Com a ajuda de Minami e Aoi, já que agora são tarefas delas reunir todas as Jewelpets e levá-las de volta à Jewel Land antes que a Jewelpet malvada chamada Diana as encontre primeiro. Como a série progride, as heroínas principais descobrem novas Jewelpets em seu caminho. Mas, ao mesmo tempo, Diana, uma outra Jewelpet que pode usar magia negra, desperta do seu estado Jewel. E agora as heroínas terão de enfrentá-la junto com os estragos e caos que poderá afetar Jewel Land e o Mundo Humano.
Jewelpet Twinkle☆
Em Jewel Land, as Jewelpets, um grupo de animais que tem a capacidade natural de usar a magia, viviam em harmonia com os magos e frequentavam a Academia de Magia para aprender a usar magia com seus olhos Jewel. No entanto Ruby, uma coelha japonesa cuja magia por vezes falha, é nomeada para ir até ao mundo humano para procurar um parceiro cujos sentimentos de seu coração corresponda ao dela. Mas quando ela usa o cartão que os magos dão para ela, ela acaba sendo enviada para o mundo humano por acidente. Lá, uma menina chamada Akari Sakura encontra ela na praia, em seu caminho para a escola. Na primeira vez, Akari não consegue entendê-la, devido ao seu idioma de Jewel Land, mas a Ruby come um doce especial para que ela possa falar e compreender a linguagem humana. À medida que o dia passa, Ruby vai conhecendo seus problemas na escola e mais tarde pede desculpas, dizendo que ela não sabia os problemas pessoais de Akari, e então ela tenta animá-la. Quando Akari aceita Ruby, um encanto de joia aparece na sua mão e ela percebe que ela foi escolhida pela Ruby para ser sua parceira. Depois disso, ela decide tornar-se uma estudante da Jewel Land, juntamente com Ruby, com o objetivo de coletar as doze pedras Jewel e entrar na Star Grand Prix Jewel. O prémio são três desejos que quiser e quem ganhar será realizado.
Jewelpet Sunshine
Jewel Land é um lugar mágico, onde vivem criaturas conhecidas como Jewelpets. Parte de Jewel Land é ocupada pela Academia Sunshine, uma escola onde os humanos e os Jewelpets estudam magia. Ruby, uma coelha Jewelpet branca, estuda na secção ameixa da escola, com as suas amigas, e principalmente sua colega de quarto Kanon Mizushirou. Apesar de serem conhecidos como o "grupo de risco", pelo mau comportamento, todos na turma querem terminar os estudos na academia e seguir os seus sonhos. Ruby e os seus colegas terão de fazer todos os possíveis para passar nos árduos testes e resolver várias situações hilariantes. Quanto a Ruby, além de ter de aturar a sua irritante colega de quarto Kanon, terá de ganhar o coração de sua paixoneta, Mikage Shiraishi.
Jewelpet Kira☆Deco!
Nas Lendas de Jewel Land, os Jewelpets nasceram do amor e carinho de sua rainha, Jewelina. No entanto, um estranho meteoro cai na bola do espelho, deixando ele todo destruído em mil pedaços e os seus fragmentos chamados pedras Deco espalham-se em toda a Jewel Land. Na atualidade, Ruby, uma coelha Jewelpet e dona da loja Kira Kira, possui uma coisa guardada nas decorações brilhantes e adora colecionar tudo o que brilha e brilha. Por vezes acha que suas amigas Garnet e Sapphie são estranhas em alguns pontos. No entanto, quando ela e os outros vão aprender sobre a lenda da bola do espelho e as pedras Deco, todas elas decidem ir procurá-las, até que conhecem cinco indivíduos estranhos chamados KiraDeco 5. O grupo também tem o mesmo objetivo em querer coletar as pedras Deco e então fazem amizade com os Jewelpets, especialmente com uma de suas integrantes: Pink Oomiya. Agora o grupo precisa reunir todas as pedras Deco, para parar a escuridão eterna, que quer controlar o mundo humano.
Jewelpet Happiness
Um dia no mundo mágico de Jewel Land, Lady Jewelina confia em Ruby e lhe dá a caixa mágica Jewel, com a missão de fazer amigos e recolher as Jewels Mágicas. Ao mesmo tempo, ela precisa frequentar a Academia Jewel para concluí-la e abrir uma loja chamada Café Jewelpet. No entanto, com os amigos, as coisas não correram muito bem e como esperado o café é abandonado e para alcançar tal objetivo, Ruby precisa de muito trabalho. Mas quando ela conhece as três estudantes do ensino médio chamadas Chiari Tsukikage, Nene Konoe e Ruruka Hanayama, ela decide tornar-se amigas delas, então acaba aceitando sua ajuda para cuidar do Café Jewelpet. Agora, ela e suas amigas devem trabalhar juntas no café, prosperar através de uma boa e má sorte, como proteger a caixa Jewel para que não seja roubada.
Jewel Festival wa Ōsawagi!?
Jewel Land é um lugar misterioso e mágico onde todas as Jewelpets, animais de estimação com o presente de olhos Jewel, vivem. Um dia, Ruby fica ocupada se preparando para o festival Jewel deste ano, que será realizado em sua cidade. Mas no meio dos preparativos, uma nova pessoa acabou de se mudar para a cidade e decide viver com Ruby.  Chamada Lolip, Ruby não tem certeza se ela é uma Jewelpet devido a sua falta de habilidades mágicas, mas ela decide ser amiga dela em sua estadia. Como as festividades no próximo festival estavam indo bem, Lolip começa a ter problemas em ajudar todos no festival devido a falta de habilidades mágicas. No entanto, isso é suficiente para ela saber quem ela realmente é, encontrando seu próprio lugar.

## Desenvolvimento e produção
Jewelpet

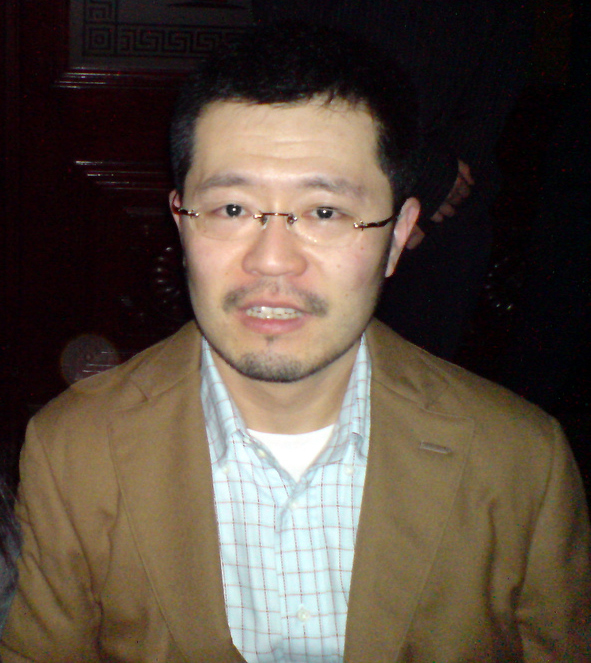
Shiro Hamaguchi, o compositor de One Piece que também compôs as músicas para Jewelpet

A produção do anime foi analisada em 2008 e anunciada durante o Tokyo Toy em 14 de janeiro de 2009 para coincidir com o lançamento da franquia. A Sanrio primeiro contactou o Studio Comet para que eles pudessem criar outro anime baseado em seus personagens, como Onegai My Melody Kirara★ que já estava sendo finalizado. O estúdio concordou em fazer uma adaptação animada da linha de brinquedos, Jewelpet.
O lançamento inicial do anime não envolvia o mundo humano, onde somente os Jewel Charms e a Jewel Land foram mostrados. Outro encaixe sobre a história é que os personagens principais são todos bruxos que procuram aos Jewelpets e tentam parar a magia negra, que é um conceito similar ao anime anterior da Sanrio, Onegai My Melody, que também foi produzido pelo Studio Comet. Durante o encontro, a personagem principal Jewelpet Ruby, tinha sido definida para ser uma personagem educada, arrumada e sábia. No entanto a Sanrio e a Sega decidiram alterar a sua personalidade para uma personagem atrapalhada, mas impertinente, que é refletida pela Jewel que ela se baseia. Essas mudanças também foram feitas em outros personagens da franquia, embora a sua data de nascimento não foi alterada.
A série passou por várias fases de desenvolvimento para explorar e trabalhar o anime, com a colaboração da Sega e Sanrio, os novos dobradores foram contratados para expressar os personagens principais, incluindo a ex-integrante Eri Kamei da banda Morning Musume e AKINA.
Vários trailers foram mostrados durante o encerramento dos episódios de Onegai My Melody Kirara★ antes de estrear oficialmente no dia 5 de abril de 2009, terminando sua transmissão no dia 28 de março de 2010.
A série foi recebida moderadamente, durante a sua transmissão na área de Kanto, sendo ofuscada por Dragon Ball Kai e One Piece em termos de avaliações. No entanto, como a comercialização de Jewelpet já estava sendo popular, a Sanrio decidiu expandir a franquia no exterior para obter a venda alvo de cinco biliões de ienes. A empresa obteve seis biliões de ienes em vendas, devido à popularidade do anime, expandindo sua franquia.
Jewelpet Twinkle

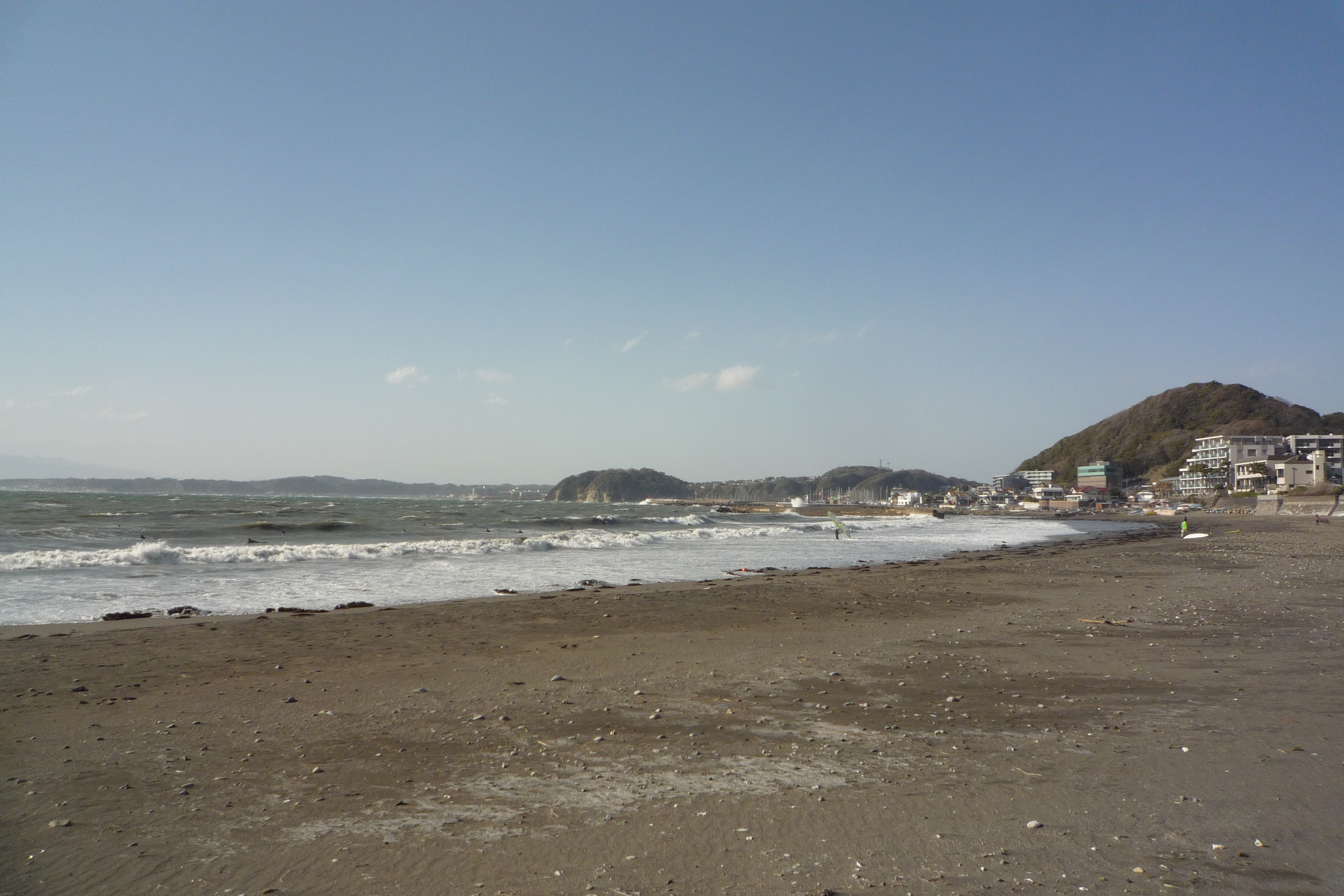
A costa de Hayama, Kanagawa, onde as cenas principais da segunda série foram baseadas.

O desenvolvimento de Jewelpet Twinkle começou no final de 2009, durante a primeira exibição da série. Vendo o sucesso moderado da primeira série, a Sanrio decidiu pedir ao Studio Comet para produzir uma segunda série com uma nova história. Durante o desenvolvimento, a empresa decidiu alterar a programação do anime de domingo para sábado, mas manteve o tempo de transmissão nos canais TV Osaka e TV Tokyo.
Os conceitos mais recentes também foram aproveitados na série, tais como o uso das Jewel Charms como itens mágicos, uma posição diferente sobre os feitiços mágicos de ambos os seres humanos e Jewelpets e também as apresentações dos novos projetos de personagens que encaixaram-se com o enredo. Além disso, a segunda série é dada mais como uma reinicialização, mas também faz referências aos conceitos das séries anteriores. A temporada Twinkle fortemente utiliza o conceito da Academia de Magia, onde estudam os Jewelpets para tornarem-se magos completos, incorporando ao mesmo tempo as coisas relacionadas com escolas e academias da vida real, sendo fortemente orientada a magia, mas com histórias sérias e sábias.
A localização da cidade natal de Akari Sakura, a principal protagonista humana da série foi baseada na cidade de Hayama, Kanagawa. A equipa de produção visitou o local e usou a ambientação como inspiração para a criação dos lugares do anime. Estes locais em Hayama foram recriados no anime, e inclui o ponto de autocarro perto da costa da Hayama e a escadaria que leva à Vila Imperial Hayama. Outros locais da cidade também foram recriados no anime como a praia Morito, onde Ruby e Akari se conheceram.
A equipa da série anterior regressaram para ajudar na produção do anime, com a inclusão de Michiru Shimada, Yukiko Ibe e Takashi Yamamoto, que anteriormente trabalharam na adaptação do anime Nanatsuiro Drops. Takashi Yamada e Yuki Entatsu também regressaram para produzir o anime e ajudar com o guião da série, antes de Yamada que seguiu em frente e produziu HeartCatch PreCure!. A série foi transmitida no Japão em 3 de abril de 2010, com o último episódio exibido em 2 de abril de 2011. Twinkle tornou-se um sucesso instantâneo, com várias vendas e avaliações, sendo o primeiro anime da Sanrio a ter recepções bem sucedidas em todos os dados demográficos.
Jewelpet Sunshine
A produção de Jewelpet Sunshine começou no final de 2010. Com o sucesso de Twinkle, a Sanrio e o Studio Comet decidiram fazer uma terceira série para atender um grupo demográfico muito mais velho. O conceito da escola a partir da última série foi adaptada, mas foi em um ambiente mais contemporâneo, em vez de uma academia de magia vista em Twinkle. Mas a visão da Jewel Land e a Terra foram muito mais diferentes do que seus homólogos anteriores. Takuyaki Inagaki de Muv-Luv dirigiu a série e Yūko Kakihara de Persona 4: The Animation compôs a banda sonora da série.
Outro conceito interessante em Sunshine é que cada episódio completo dura 30 minutos, e é dividido em duas histórias, semelhante a de Onegai My Melody Sukiri e Onegai My Melody Kirara. O formato de comédia de Gintama também é utilizado como um exemplo para o anime, que mais tarde foi adaptado a quarta série, Jewelpet Kira Deco. Na sua história lançada, toda a série é composta de histórias de humor e é considerada uma grande paródia em cada episódio. Com referências da década de 1980, o anime é uma comédia japonesa com referências a cultura pop ocidental, vários programas de televisão, animes, mangás e a música na década de 1990, que tornou a série mais original do que as outras duas anteriores.
Jewelpet Sunshine começou a ser exibida em 9 de abril de 2011 e o último episódio foi exibido em 31 de março de 2012. Recebeu dois prémios japoneses em 2011 no Japanese Otaku Awards devido ao seu bom enredo e sua história única e pelas referências de cultura pop dos anos 80 e 90.
Jewelpet Kira Deco!
A produção da quarta série começou no final de 2011. O formato episódico completo regressou nesta encarnação, bem como a adaptação dos elementos de comédia da temporada Sunshine, para a produção da quarta série. Durante esse tempo, Shiro Hamaguchi deixou a equipa de produção, para se concentrar na produção da banda sonora do filme One Piece Film: Z. Durante a produção, Cher Watanabe foi contratada para fazer a música para a quarta série de anime, mudando o rótulo da editora Nippon Columbia para a Universal Music Japan. Além disso, o pessoal-chave de Onegai My Melody voltaram a produzir a série e Kazuyuki Fudeyasu, que escreveu a segunda temporada de Tantei Opera Milky Holmes, acabou escrevendo o guião da série.
A série foi baseada fortemente em Deco, um estilo artístico que caracteriza a imitação de diamante, que foi fortemente incorporada. Além disso, a trama também foi influenciada de conceitos mágicos da temporada Twinkle, com histórias cómicas da temporada Sunshine. A história da quarta série foi a mais suave do que a temporada anterior, mas tem um alto valor como comédia, igual Sunshine. Durante o lançamento da série, o conceito do anime envolve cinco indivíduos que foram mandados para a Jewel Land e foram nomeados para procurar as pedras Deco em toda a Jewel Land ao lado do lendário Jewelpet. Além disso, o episódio também tem um formato, que possui a história principal acrescida de um mini-segmento.
Durante a produção, a atriz infantil Mana Ashida cantou a abertura e o encerramento do anime. No Japão, a série estreou em 7 de abril de 2012 e terminou em 30 de março de 2013.
Jewelpet Happiness
A quinta série foi revelada pela primeira vez na edição de março da revista Pucchigumi, pela editora Shogakukan. A revista explicou sobre alguns detalhes da série e também sobre o quadragésimo Jewelpet Rossa, que seria vinculado com o recente Jewel Music Pod pela Sega Toys. Durante a produção da série, Hiroaki Sakurai, o diretor da série Cromartie High School e do filme Eiga Jewelpet: Sweets Dance Princess desenvolveu esta série. Shuhei Abe, o diretor de som do anime revelou no Twitter alguns dobradores do elenco da série, principalmente dos principais personagens humanos (Megumi Han, Ikumi Hayama e Mai Aizawa), bem como os animais de estimação e outros personagens humanos que foram revelados posteriormente no site oficial.
Durante a conferência de imprensa realizada no parque de diversão Sanrio Puroland em 2 de abril de 2013, as dobradoras Ayaka Saito e Ai Kayano anunciaram alguns detalhes sobre a próxima série, e também descreveram a personalidade de Chiari no anime, como uma "menina enérgica, mas pateta, que pensa positivamente em todas as circunstâncias." Saito disse que essa foi a sexta vez que ela expressou Ruby desde a primeira série. Também no evento, o grupo ídolo japonês Fairies também apresentou o tema de abertura do anime, que foi lançado no verão de 2013. Ito Momoka, uma das integrantes comentou: "sinto-me honrada de ser capaz por desempenhar na Sanrio Puroland onde eu tenho visitado muitas vezes.” Em relação ao tema, ela disse: “A nossa música está preparada assim como o anime, e a coreografia para a canção é bonita, e as pessoas podem imitar!” A série foi exibida no Japão em 6 de abril de 2013 até 29 de março de 2014.

### Continuação
Graças ao sucesso da primeira série, a franquia ganhou novas temporadas, cada uma focada em protagonistas e representações diferentes da Jewel Land. A segunda série chamou-se Jewelpet Twinkle☆ (ジュエルペット てぃんくる☆, Juerupetto Tinkuru☆) que estreou mais tarde na TV Tokyo no dia 3 de abril de 2010 até 2 de abril de 2011 com cinquenta e dois episódios. A segunda série foi dirigida por Takashi Yamamoto de Pokémon e produzida por Hideyuki Kachi, que também produziu a adaptação do anime Tokyo Mew Mew. Os desenhos dos personagens foram feitos por Yukiko Ibe, que também desenhou os personagens do anime Nanatsuiro Drops. Um epílogo do episódio de OVA sob o título Hohoemi no niji ni dokki ☆ doki! (ほほえみの虹にドッキ☆ドキ！) foi lançado no dia 22 de julho de 2013, junto com a série em caixas de blu-ray.
A terceira série chamou-se Jewelpet Sunshine (ジュエルペット サンシャイン, Juerupetto Sanshain), onde foi exibida em 9 de abril de 2011 até 31 de março de 2012. A série foi dirigida por Takayuki Inagaki que também dirigiu Muv-Luv Alternative: Total Eclipse e escrita por Yūko Kakihara (Persona 4: The Animation). O desenho dos personagens foram feitos por Mariko Fujita, que também desenhou os personagens de Galaxy Angel.
A quarta série chamou-se Jewelpet Kira☆Deco! (ジュエルペット きら☆デコッ！, Juerupetto Kira☆Deko!) e começou a ser exibida em 7 de abril de 2012 até 30 de março de 2013. A quarta série foi dirigida por Makoto Moriwaki, que também dirigiu Onegai My Melody e escrita por Kazuyuki Fudeyasu (responsável pelo guião da segunda temporada de Tantei Opera Milky Holmes). Tomoko Miyakawa desenhou os personagens da quarta série.
A quinta série chamou-se Jewelpet Happiness (ジュエルペット ハッピネス, Juerupetto Happinesu) e foi revelada pela primeira vez na edição de março da revista Pucchigumi, e foi transmitida em 6 de abril de 2013 até 29 de março de 2014. A série foi dirigida por Hiroaki Sakurai de Daa! Daa! Daa! e Cromartie High School.
A sexta série chamou-se Lady Jewelpet (レディジュエルペット, Redijuerupetto) e foi anunciada pela Sanrio, através da conta oficial do anime no Twitter. Foi transmitida em 5 de abril de 2014 até 28 de março de 2015, para coincidir com o quinto aniversário do anime.
A sétima série intitulada Jewelpet: Magical Change (ジュエルペット マジカルチェンジ, Juerupetto Majikaru Chenji) foi anunciada pela Sanrio no Wonder Festival 2015, no Japão, e confirmada na edição de março da revista Pucchigumi. e estreou em 4 de abril de 2015.
O filme de longa-metragem intitulado Eiga Jewelpet: Sweets Dance Princess (映画ジュエルペット スウィーツダンスプリンセス, Eiga Juerupetto: Suuītsu Dansu Purinsesu) foi realizado por Hiroaki Sakurai e distribuído pela companhia Tōhō. O filme foi exibido nos cinemas japoneses em 11 de agosto de 2012.
Uma light novel e spin-off sob o título de Jewelpet: Jewel Festival wa Ōsawagi!? (ジュエルペット: ジュエルフェスティバルはおおさわぎ!?, Juerupetto: Juerufesutibaru wa ōsawagi!?, lit. A confusão do Festival Jewel) foi lançada como parte da Tsubasa Bunko Children's Light Novels pela editora Kadokawa, em 15 de maio de 2012. A light novel foi escrita por Hiroko Kanasugi e ilustrada por POP, onde mostrou uma personagem exclusiva para a história, uma Jewelpet chamada Lolip (ロリップ, Rorippu). A história gira em torno das experiências e o vínculo de Lolip com Ruby e seus amigos durante o festival Jewel na Jewel Land.

### Banda sonora
As músicas da primeira até a terceira série foram compostas por Shiro Hamaguchi, o compositor das músicas de Final Fantasy. A música da quarta série foi composta por Cher Watanabe, que também compôs a banda sonora do anime Maken-ki e da quinta série foi composta por Wataru Maeguchi, que também compôs a banda sonora do anime Hayate the Combat Butler: Can't Take My Eyes Off You. A música foi dirigida por Takuya Hiramitsu na primeira temporada e Yoshikazu Iwanami na segunda até a quinta temporada.
A abertura da primeira série chamou-se Maji? Maji! Magical☆Jewel (マジ?マジ! マジカル☆ジュエル, Maji? Maji! Majikaru ☆ jueru) que foi interpretada por Yui Asaka e o tema de encerramento chamou-se Egao no Loop (笑顔のループ, Egao no rūpu) que foi interpretado por Mitsuko Horie. A letra foi composta por Yuriko Mori e os arranjos foram feitos por Kōsuke Makino e Cher Watanabe.
O tema de abertura da segunda série chamou-se Happy☆Twinkle (Happy☆てぃんくる, Hapii☆Tinkuru) que foi interpretado por Kayano Masuyama, ex-integrante da banda AKB48, com participação de Ayaka Saitō e Miyuki Sawashiro. O tema de encerramento chamou-se Sora ni Rakugaki (空ニラクガキ) que foi interpretado por Natsumi Takamori, Ayana Taketatsu e Azusa Kataoka. A abertura foi composta por Takafumi Iwasaki de Project.R e o encerramento foi composto por Tak Matsumoto.
O tema de abertura da terceira série chamou-se GO! GO! Sunshine (GO! GO! サンシャイン, GO! GO! Sanshain) que foi interpretado por Mayumi Gojo e o tema de encerramento chamou-se Imadoki Otome (イマドキ乙女) que foi interpretado por Kayano Masuyama e Misuzu Mochizuki. A abertura foi composta por Takafumi Iwasaki e o encerramento foi composto por Yuriko Mori, com as letras de Noriyuki Asakura.
O tema de abertura da quarta série chamou-se Happy Lucky☆Go! (ハッピーラッキー☆ゴー！, Happī rakkī ☆ gō!) e o tema de encerramento chamou-se Zutto Zutto Tomodachi (ずっとずっとトモダチ), ambos foram interpretados por Mana Ashida, com as letras e composição de Natsumi Watanabe e Shingo Asari.
O tema de abertura e encerramento dos episódios 1 até 39 da quinta série, chamou-se Hikari no Hate ni (光の果てに), enquanto o tema de abertura e encerramento dos episódios 40 até 52 chamou-se Run With U, cujos temas musicais foram interpretados pela girl group japonesa Fairies.

### Lançamentos de vídeo
O Marvelous Inc. lançou vários DVDs em volumes separados da primeira série no Japão. Todos os dezassete volumes foram lançados, os primeiros dezasseis tiveram três episódios, enquanto o último volume teve quatro episódios.
A Nippon Columbia teve diversos problemas nos DVDs de Jewelpet Twinkle durante exibição da série. A Frontier Works lançou a caixa coletânea da série em 22 de julho de 2011. Os "fan disc" foram lançados, graças à popularidade do anime no Comiket, cada disco teve alguns episódios e extras de bónus. O primeiro disco foi lançado em 9 de setembro de 2011, o fan disc F, que inclui uma versão especial do vídeo de abertura do anime, foi lançado em 16 de janeiro de 2012 e o fan disc blu-ray foi lançado em 9 de setembro de 2012, cuja edição limitada foi lançada em 10 de agosto de 2012. A caixa coletânea em blu-ray foi anunciada e lançada em 21 de julho de 2013, onde incluiu um episódio OVA, com a segunda banda sonora oficial. A caixa coletânea incluiu uma caderneta ilustrada oficial, com imagens promocionais do anime.
A temporada Jewelpet Sunshine também foi lançada em DVD padrão pela Nippon Columbia antes do lançamento da caixa coletânea, feito por Victor Entertainment. A primeira caixa coletânea  foi lançada em 9 de dezembro de 2011, a segunda caixa foi lançada em 9 de março de 2012, já a terceira caixa coletânea foi lançada em 8 de junho de 2012 e a quarta caixa foi lançada em 7 de setembro de 2012. Todas as quatro caixas coletâneas tiveram quatro discos, abrangendo cada metade da série. Os DVDs lançados omitiram as músicas licenciadas utilizadas na série, devido a problemas de licenciamento com outras empresas.
A temporada Jewelpet Kira Deco foi lançada oficialmente em DVD pela Universal Music Japan em 22 de agosto de 2012. Seis volumes foram lançados até agora. O Victor Entertainment lançou a caixa coletânea em 20 de setembro de 2013, a caixa teve dezasseis episódios selecionados.
A temporada Jewelpet Happiness foi lançada em quatro caixas coletânes pela TC Entertainment, uma empresa do grupo da Tokyo Broadcasting System Holdings, Mainichi Broadcasting System e Chubu-Nippon Broadcasting, cada caixa teve quatro discos, onde abrangeu cada metade da série. A primeira caixa coletânea foi lançada em 25 de outubro de 2013, a segunda foi lançado em 31 de janeiro de 2014 e a terceira foi lançada no dia 25 de abril de 2014.

## Transmissão
Jewelpet foi transmitido em vários países, devido a sua grande popularidade. A primeira série foi transmitida em Taiwan no canal YOYO TV. Em Espanha a série estreou no bloco infantil Boing do canal Telecinco em abril de 2010, na França a série foi exibida pelo canal Télétoon+, e na Itália a série estreou em fevereiro de 2011 nos canais Italia 1 e Hiro, e também foi emitida no canal Boing. Em Portugal estreou em 1 de janeiro de 2011 no Panda.